# Maassluis

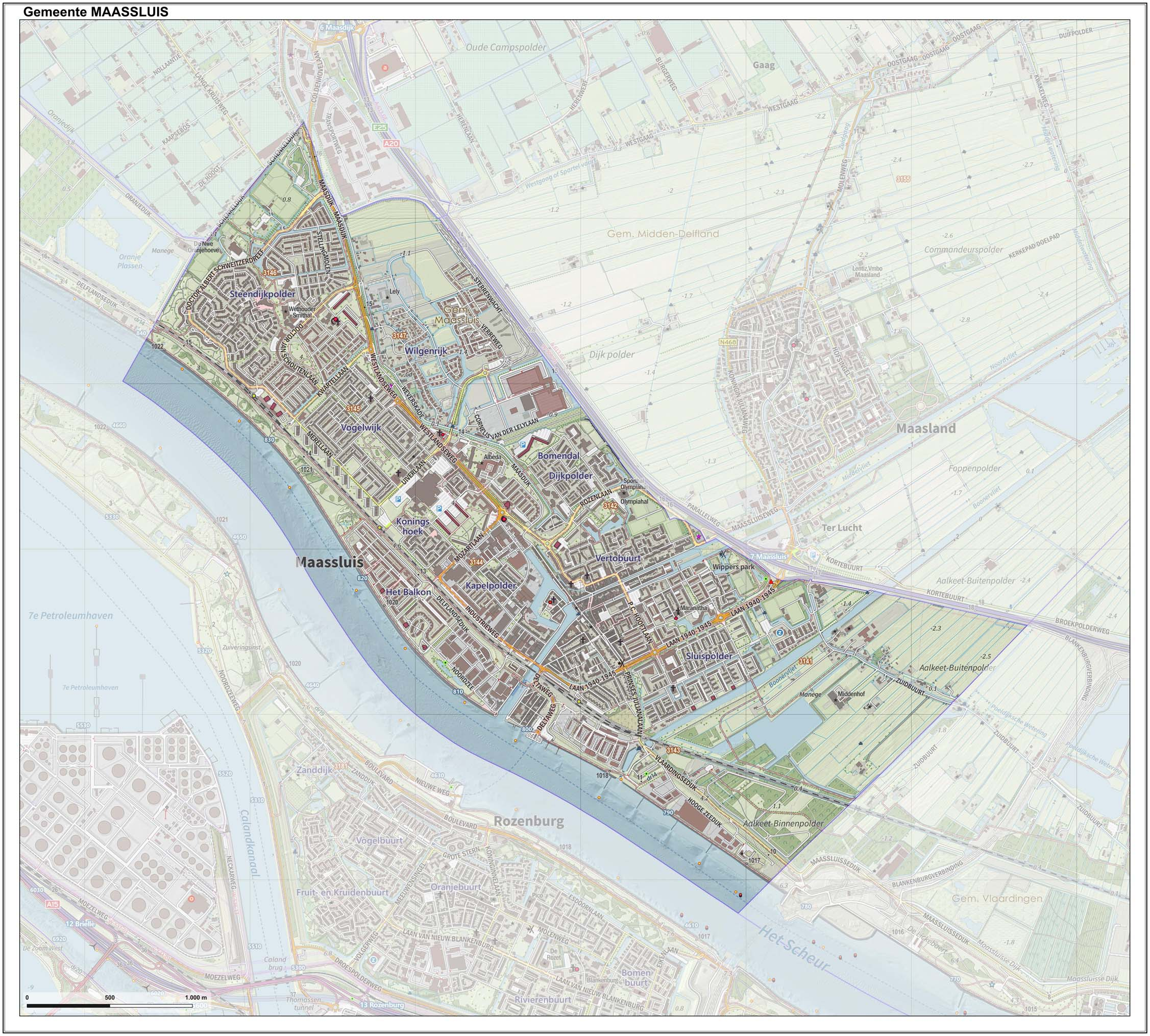
Topografische gemeentekaart van Maassluis, per juni 2023

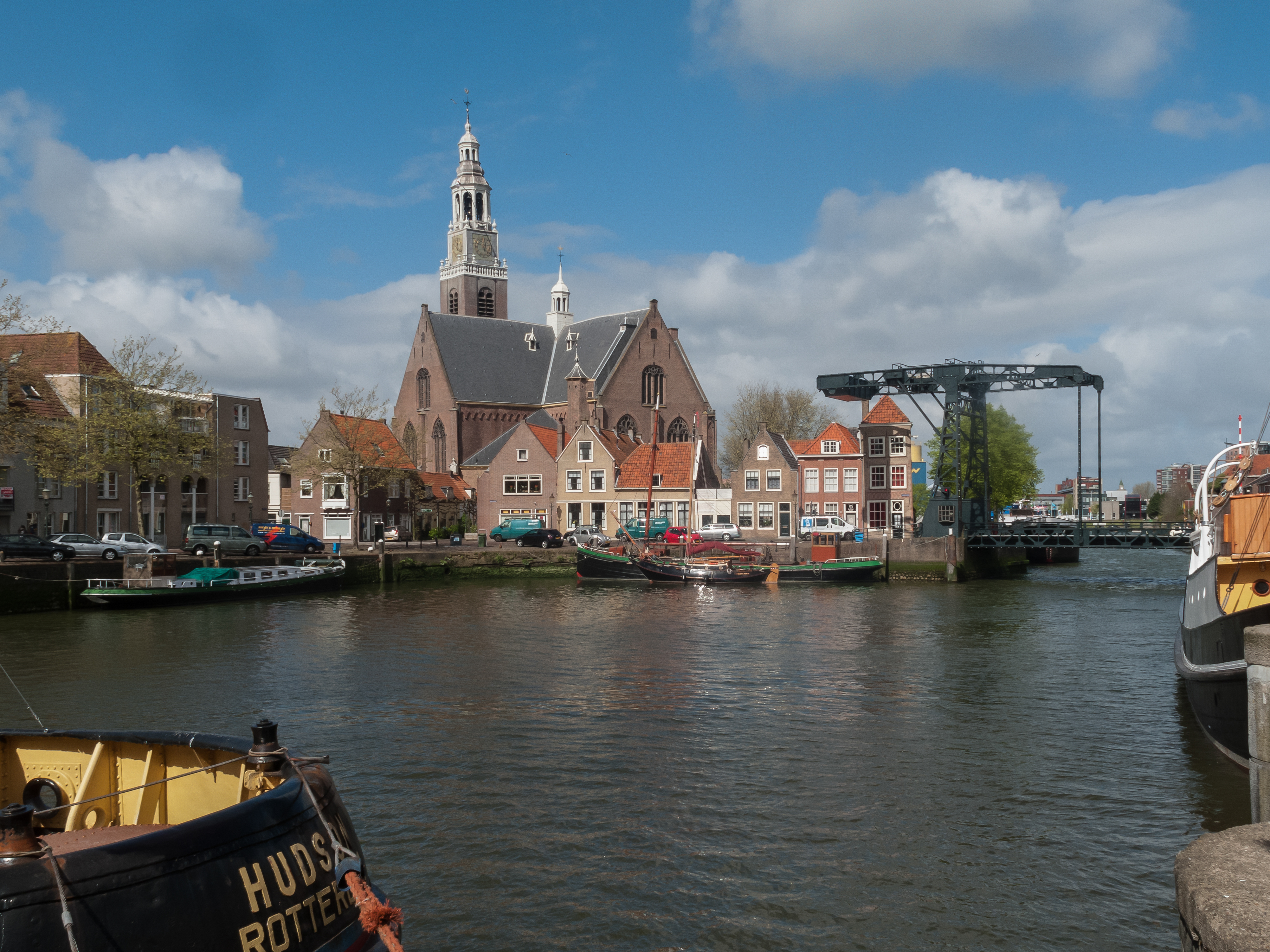
Groote Kerk

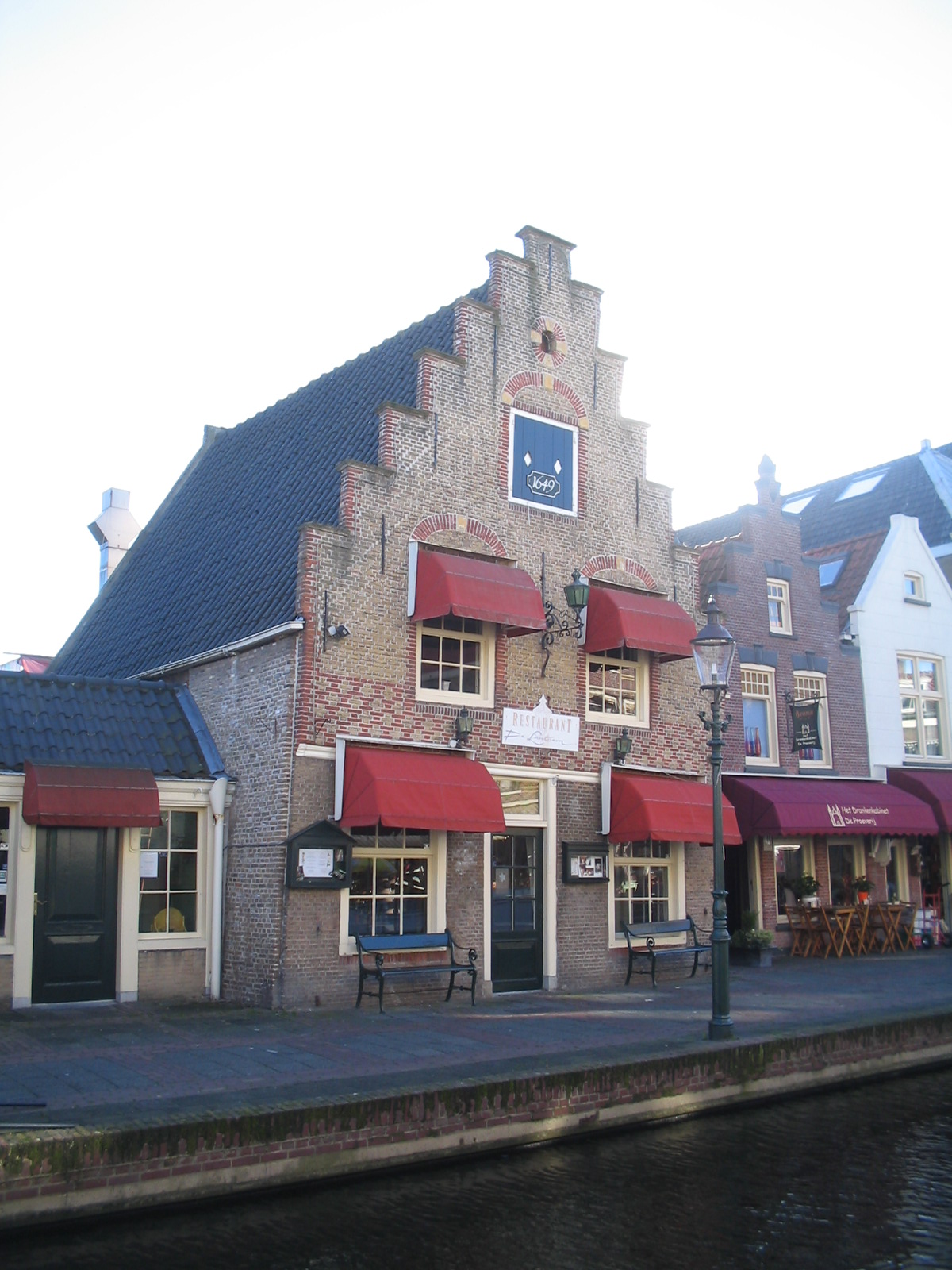
Woning uit 1649

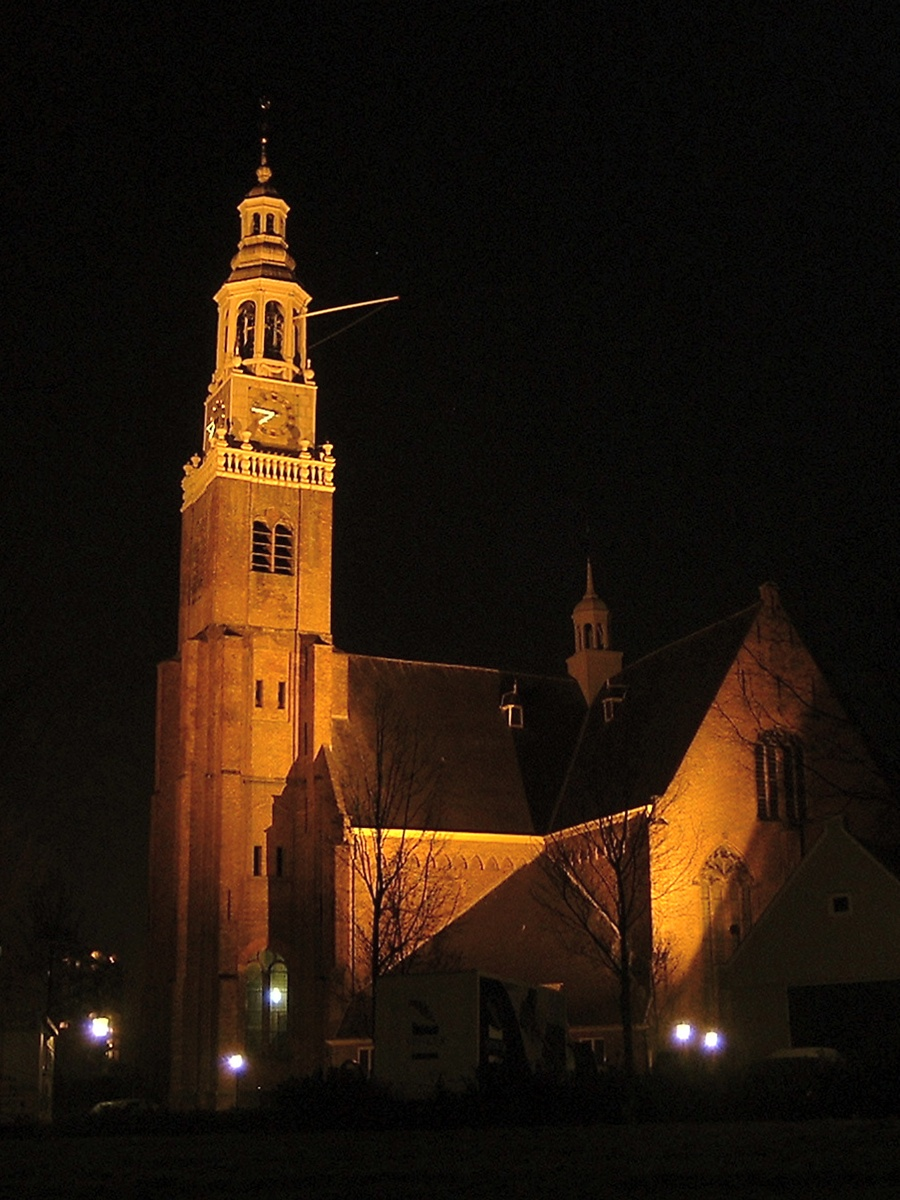
Groote Kerk

Maassluis (uitspraakⓘ) is een stad en gemeente in de Nederlandse provincie Zuid-Holland. De gemeente heeft een oppervlakte van 10,12 km² (waarvan 1,63 km² water) en telt 35.832 inwoners (22 november 2024) die Maassluizers worden genoemd. Binnen de gemeentegrenzen liggen geen andere kernen. In de jaren tachtig werd als stadspromotie de leus Maassluis, Eerste stad aan de Waterweg bedacht. Dit etiket is echter topografisch onjuist: Maassluis ligt niet aan de Nieuwe Waterweg, maar aan het Scheur. Sinds 2010 is de slogan Ervaar Maassluis. De gemeente maakt deel uit van het samenwerkingsverband Metropoolregio Rotterdam Den Haag.

## Geschiedenis
Maassluis is rond 1340 ontstaan als nederzetting bij een sluis in een zeewering. Die werd tussen de Noordzee en Rotterdam aangelegd om overstromingen te voorkomen. De nederzetting, die bestuurlijk onder Maesland viel, werd Maeslandsluys genoemd. De nederzetting werd in 1489 geplunderd. In de zestiende eeuw liet Marnix van St. Aldegonde een schans aanleggen. Nog voor de voltooiing werd de schans in 1573 veroverd door de Spanjaarden. Van Aldegonde werd gevangengenomen. Een jaar later werd Maeslandsluys door muitende Spaanse troepen geplunderd.
Op 16 mei 1614 werd Maeslandsluys zelfstandigheid verleend door de Staten van Holland. De nederzetting ging verder als Maassluis. De afscheiding had te maken met de onvrede in Maassluis over de houding van het bestuur dat in Maasland was gevestigd. Die onvrede bestond  onder andere omtrent de hoge kosten die men moest betalen en het weinige dat daarvoor terugkwam. De schans werd in 1624 afgebroken, om plaats te maken voor de Groote Kerk. Met de bouw daarvan werd begonnen in 1629. Die bouw lag vijf jaar stil, doordat kapers uit Duinkerke veel Maassluizer vissersschepen veroverden en de bemanning overboord gooiden. In 1639 werd de Groote Kerk voltooid. Op 4 december 1732 werd het beroemde Garrelsorgel in gebruik genomen. Dit orgel, in de periode 1730-1732 gebouwd door Rudolf Garrels, en was een geschenk van de Maassluise reder Govert van Wijn.
Het verzoek van Maassluis om zich stad te mogen noemen dateert van december 1813. Het Koninklijk Besluit van verlening is gedagtekend op 18 februari 1814.
Op economisch gebied was aanvankelijk de visserij van belang. In de negentiende eeuw werd de stad wereldberoemd door het sleepvaartbedrijf L. Smit & Co. en het scheepsbergingsbedrijf W.A. van den Tak, die na een fusie bekendstonden als Smit-Tak. In Maassluis is het Nationaal Sleepvaart Museum gevestigd. In de haven ligt de stoomsleepboot Furie. Dit schip sleepte jarenlang houtvlotten over de Oostzee, werd in 1976 door de AVRO aangekocht voor een rol in de televisieserie Hollands Glorie naar het boek van Jan de Hartog en is sinds 15 februari 1978 eigendom van de Stichting Hollands Glorie. Een ander maritiem bedrijf in Maassluis is Koninklijke Dirkzwager, dat sinds 1872 informatiediensten in en rond de Rotterdamse haven levert.

## Tweede Wereldoorlog
Na de capitulatie op 15 mei 1940 classificeerde de Duitse Kriegsmarine het gehele gebied aan de Nieuwe Waterweg - Scheur - Nieuwe Maas (beide oevers van Hoek van Holland tot Rotterdam) als Hauptstützpunkt. Alle havens in de regio werden in gebruik genomen voor de verschillende Kriegsmarine onderdelen. De Maassluise buitenhaven was met name de thuisbasis van het 32e en 34e Minensuchflottille, die voor het grootste deel bestond uit gevorderde vissersschepen, zoals kotters en loggers. Deze schepen, bewapend met luchtdoelgeschut (FLAK), vormden een bedreiging voor de geallieerde vliegtuigen die richting Duitsland vlogen.
In de middag van 18 maart 1943 werd Maassluis getroffen door een aanval met dertig brisant- en zestig brandbommen van twaalf geallieerde bommenwerpers. Deze aanval miste het eigenlijke doel, de olieraffinaderij Witol aan de Heldringstraat. In korte tijd werd een groot gedeelte van de oude binnenstad door hevige branden en instortende gebouwen vernield. Achttien inwoners van Maassluis kwamen om tijdens het bombardement. Op het Schanseiland is ter herdenking een monument opgericht.
Op 21 januari 1944 werd Hoek van Holland, tegelijk met elf andere Europese havensteden, door het Oberkommando der Wehrmacht tot Festung verklaard. Maassluis werd nu officieel Festungsvorfeld en de Maassluise vlieten werden als tankgrachten aangemerkt.

## Joodse gemeenschap
Maassluis had een liberaal vestigingsbeleid, het was een van de weinige plaatsen in de regio waar joden als inwoner welkom waren. Op 27 april 1688 vestigde de tabaksverkoper Levi Jacobs zich als eerste. Vanaf 1750 groeide de Joodse gemeenschap. In 1769 kreeg zij toestemming een synagoge te bouwen. Na 1890 vertrokken de meesten, in 1930 woonden er nog maar acht joden in Maassluis. Tijdens de Tweede Wereldoorlog zijn allen weggevoerd en vermoord. De synagoge aan de Groen van Prinstererkade werd in 1960 gesloopt. De Joodse begraafplaats aan de Roggekade werd in 1950 geruimd. De stoffelijke resten zijn herbegraven op de algemene begraafplaats, daar zijn ook drieëntwintig grafstenen heen gebracht.

## Stadsdichter
Maassluis heeft sinds juni 2016 een stadsdichter. Deze krijgt de gelegenheid zichzelf en de stad te promoten. De tweejaarlijkse verkiezing wordt georganiseerd door Poëziecafé Woordkunst met steun van de gemeente Maassluis en Bibliotheek Maassluis.
Dichters:
- 2016-2018: Jaap van Oostrum
- 2018-2020: Jelle Ravestein
- 2020-2022: Jaap van Oostrum
- 2022-2024: Marleen Opschoor
- 2025-2026: Cedric Muchall

## Bezienswaardigheden
Een deel van Maassluis is een beschermd dorpsgezicht. Verder zijn er als bezienswaardigheden:
- De Hoop (molen)
- Wippersmolen
- Monstersche Sluis
- Gemeenlandshuis
- Kerkeiland met Groote Kerk
- Oude stadhuis (Locatie Nationaal Sleepvaart Museum)
- Museum Maassluis
- Petrus en Pauluskerk, bijgenaamd "Sydney aan de Waterweg", een futuristisch kerkgebouw
- Sleepboothaven Maassluis
- Nationaal Sleepvaart Museum

### Monumenten
In de gemeente bevinden zich een aantal rijksmonumenten, gemeentelijke monumenten en oorlogsmonumenten, zie:
- Lijst van rijksmonumenten in Maassluis
- Lijst van gemeentelijke monumenten in Maassluis
- Lijst van oorlogsmonumenten in Maassluis
- Lijst van Stolpersteine in Maassluis

### Kunst in de openbare ruimte
In Maassluis zijn diverse beelden, sculpturen en objecten geplaatst in de openbare ruimte, zie:
- Lijst van beelden in Maassluis

## Verkeer en vervoer
Maassluis had twee NS-stations aan de Hoekse Lijn: Maassluis Centrum sinds 1891 en Maassluis West sinds 1970. Op 1 april 2017 reed de laatste trein over deze spoorweg. Tussen 2017 en 2019 is de spoorlijn tot metrotracé omgebouwd en een derde station (Steendijkpolder) toegevoegd. Sinds de voltooiing is er een rechtstreekse metroverbinding met het centrum van Rotterdam en het metronet aldaar.
Het ombouwen zou in september 2017 gereed zijn, maar door verschillende tegenvallers was de oplevering vertraagd. Het openbaar vervoer richting Rotterdam vond per april 2017 tijdelijk per autobus plaats. Na een feestelijke opening op 28 september 2019 ging de metroverbinding op 30 september 2019 van start.
In 1912 bereikt de WSM-stoomtram Maassluis vanuit Maasland en Delft, met aansluiting op het NS-net. In 1938 werd de lijn al gesloten tussen Maassluis en Maasland. Tussen Maasland en Delft is de oude baan grotendeels fietspad geworden.
Het wegverkeer wordt afgewikkeld over de A20. Met de veerpont is er een verbinding naar Rozenburg over het Scheur. Deze wordt zowel door fietsers en voetgangers en alleen overdag voor gemotoriseerd verkeer gebruikt. De boot kan per overtocht veertig personenwagens vervoeren. De dichtstbijzijnde vaste overgangsmogelijkheid richting het zuiden via de Botlektunnel (of Botlekbrug) en de Beneluxtunnel is vijftien kilometer verderop gelegen en heeft dikwijls met files te maken. Door de in december 2024 geopende Maasdeltatunnel als onderdeel van de A24 ontstaat er een dichterbij gelegen vaste verbinding onder het Scheur.

## Sport en recreatie
Maassluis kent een groot aantal sportverenigingen, waaronder een van de oudste tennisclubs van Nederland, MTC Bequick uit 1895, de voetbalclubs Excelsior Maassluis, VDL-Maassluis en MSV '71, schietvereniging Prins Hendrik, atletiekvereniging AV Waterweg, basketbalvereniging MBV Green Eagles, hockeyvereniging MHV Evergreen, korfbalvereniging c.k.c. Maassluis, handbalvereniging Unitas '63, gymnastiekvereniging Gv Maassluis, honk- & softbalvereniging HSV Gophers, wielrenvereniging RCMD De Coureur, tafeltennisvereniging TOG/MeerServices, volleybalvereniging MVC en Badmintonclub Maassluis.
Aan de Sportlaan is het sport- en recreatiezwembad Dol-fijn gevestigd, het is een Sportfondsenbad.
Door Maassluis loopt de Europese wandelroute E9, ter plaatse Deltapad geheten.

## Politiek en bestuur

#### Gemeenteraad
De gemeenteraad van Maassluis bevat 23 zetels. Hieronder staat de samenstelling van de gemeenteraad sinds 1994:
| Partij               | 1994 | 1998 | 2002 | 2006 | 2010 | 2014 | 2018 | 2022 |
| -------------------- | ---- | ---- | ---- | ---- | ---- | ---- | ---- | ---- |
| CDA                  | 6    | 5    | 5    | 4    | 3    | 4    | 5    | 4    |
| PvdA                 | 5    | 7    | 7    | 8    | 6    | 4    | 3    | 4    |
| VVD                  | 5    | 5    | 4    | 3    | 5    | 4    | 4    | 4    |
| Leefbaar Maessluys   | -    | -    | -    | -    | -    | -    | -    | 3    |
| Maassluis Belang*    | -    | -    | 2    | 2    | 3    | 4    | 2    | 2    |
| VSP*                 | -    | 3    | 3    | 3    | 3    | 4    | 3    | 2    |
| ChristenUnie*        | 1    | 1    | 1    | 1    | 1    | 2    | 2    | 1    |
| D66                  | 5    | 2    | 1    | -    | 1    | 1    | 1    | 1    |
| GroenLinks           | -    | -    | -    | -    | -    | -    | 1    | 1    |
| Forum voor Maassluis | -    | -    | -    | -    | -    | -    | 2    | 1    |
| SP                   | -    | -    | -    | 2    | 1    | -    | -    | -    |
| Overigen             | 1    | -    | -    | -    | -    | -    | -    | -    |
| Totaal               | 23   | 23   | 23   | 23   | 23   | 23   | 23   | 23   |

- In 2002 was Maassluis Belang te laat met de registratie van de lijstaanduiding, waardoor het meedeed onder de naam Wensveen.
- In 1998 werd de VSP vertegenwoordigd door de AOV-Unie 55+.
- In 1994 en 1998 deed de ChristenUnie mee als een combinatie van het GPV, de RPF en SGP.

#### College van B en W
De coalitie bestaat in de periode 2022-2026 uit het CDA, de PvdA, de VVD en Maassluis Belang. Het college van burgemeester en wethouders bestaat naast de burgemeester uit een wethouder van elk één van het CDA, de PvdA, de VVD en Maassluis Belang.
| Naam                    | Functie                       | Partij           | Portefeuille |
| ----------------------- | ----------------------------- | ---------------- | --- |
| Jack de Vries           | Burgemeester                  | CDA              | - Thema: veilig Maassluis - Bestuur - Openbare orde en veiligheid inclusief boa’s - Burgerlijke stand en verkiezingen - Ambassadeurschap gemeenten inclusief stedenband - Privacy/AVG - Evenementen                                               |
| Corine Bronsveld-Snoep  | Wethouder/1e locoburgemeester | CDA              | - Thema: sociaal en menselijk Maassluis - Zorg inclusief Wmo en Volksgezondheid - Jeugdzorg - Wijkteam - Cultuur - Personeel en Organisatie - Communicatie en Dienstverlening                                                                     |
| Sjoerd Kuiper           | Wethouder/2e locoburgemeester | PvdA             | - Thema: meedoen in Maassluis - Ruimtelijke ordening en Volkshuisvesting inclusief Monumenten en archeologie - Werk en Inkomen - Participatie en sociale activering - Sociale cohesie inclusief Integratie - Lokaal armoedebeleid                 |
| Sjef Evers              | Wethouder/3e locoburgemeester | VVD              | - Thema: kwaliteit van Maassluis - Financiën - Gemeentelijke eigendommen inclusief stadhuis - Economie inclusief stadspromotie en toerisme - Verkeer en (openbaar) vervoer - Sport en Recreatie - Openbare ruimte en Stadsbedrijf                 |
| Denise Mulder-Solleveld | Wethouder/4e locoburgemeester | Maassluis Belang | - Thema: toekomst van Maassluis - Duurzaamheid en milieu inclusief Afvalbeleid, afvalinzameling en -verwerking - Onderwijs en jeugd inclusief bibliotheek - Sport en recreatie - Jeugd- en jongerenwerk - Informatievoorziening en automatisering |

## Bekende personen uit Maassluis
- Gillis Johannis le Fèvre de Montigny (1765-1821), militair
- Abraham Kuyper (1837-1920), theoloog, politicus, premier en journalist
- Jan Willem van der Lelij (1847-1920), politicus
- Louis Fles (1871-1940), zakenman, activist en auteur
- Jan Schouten (1883-1963), politicus en verzetsstrijder
- Willem Boas (1890-1962), voetbalscheidsrechter
- Eline Cremers (1896-1996), kunstenares
- Feike Asma (1912-1984), organist
- Sjaak Boezeman (1914-1941), verzetsheld WO II
- Jan Hoogenbosch (1921-1999), scheepsbouwkundig ingenieur en ontwerper
- Pieter de Geus (Rotterdam 1929-2004), politicus
- Truus van Gijzen (1939), politicus
- Johannes Haasnoot (1897-1987), olympisch roeier
- Reinder Zwolsman (1912-1988), zakenman en projectontwikkelaar
- Henk Fortuin (1916-2007), kunstschilder
- Hans van Es (1930-2022), politicus, bestuurder en burgemeester van Maassluis
- Wim de Graaff (1931-2021), schaatser en schaatscoach
- Bas van Toor (1935), artiest (o.a. Bassie en Adriaan)
- Nel Barendregt (1936-2019), politica
- Jannie Sterkenburg-Versluis (1941), burgemeester van Maassluis
- Aad van Toor (1942), artiest (o.a. Bassie en Adriaan)
- Koos Karssen (1944), politicus; burgemeester van Maassluis
- Maarten 't Hart (1944), bioloog en schrijver
- Aad Koudijzer (1947), voetballer
- Irene Lardy (1948), zangeres
- Tineke Nusink (1951-2025), beeldhouwer
- Arend van Dam (1953), jeugdauteur
- Eric Gudde (1954), voetbalbestuurder
- Niko Koffeman (1958), politicus en dierenrechtenactivist
- Koos de Muinck (1963), componist
- Nico van der Knaap (1964), komiek en tekstschrijver
- Harry Bevers (1965), politicus
- Irma Hartog (1966), actrice
- Jan Verhaas (1966), snookerscheidsrechter
- Koen Pijpers (1969), hockeyinternational en hockeycoach
- Roland Kalkman (1971), kinderboekenschrijver
- Marco Verhoef (1971), meteoroloog
- Khalid Boulahrouz (1981), voetballer
- Liesbeth Goedbloed (1981), auteur
- Tonny Vilhena (1995), voetballer
- Gregossan (2003), rapper

## In de populaire cultuur
- In het lied "Moeders Wil is Wet" van Kinderen voor Kinderen wordt verwezen naar Maassluis. De moeder van de ik-figuur in het lied gaat op bezoek bij "mijn oma in Maassluis". Terwijl de dames in Maassluis zitten, kookt de vader van de ik-figuur voor de kinderen, met desastreuze gevolgen.
- In het lied "Blamage" van Telekids wordt verwezen naar Maassluis. Een jochie uit Maassluis, die zag een leuke meid. Hij zei: Zeg lekker wijffie heb je eventjes tijd. Ze draaide zich toen om en dit is eerlijk waar. Ze spuugde in haar handen en ze sloeg 'm in elkaar.
- De film Spetters van Paul Verhoeven is voor een belangrijk deel in Maassluis opgenomen.
- In het lied "Swiet Swiet Honniebee" van Tineke Schouten wordt verwezen naar Maassluis: Oh oh o-oh oh oh swiet swiet honniebee, please tell me would you marry me, I follow you van Moskou tot Maassluis, maar mag ik wel een keer of twee per maand naar huis.
- In het lied "Mijn Daffy Duck" van Henk Wijngaard wordt verwezen naar Maassluis. Mijn doodle yellow truck, ik noem haar Daffie Duck Rijdt mij van Bartlehiem tot aan Maassluis En via Sas van Gent weer t'rug naar huis Geen laatste stop meer, want ik ben zo thuis.
- De film Kruimeltje van Maria Peters is voor een deel in Maassluis opgenomen.
- In de tv-serie Hollands Glorie van Jan de Hartog kwam de sleepboot eerst als Jan van Gent in actie, en na enkele aanpassingen als Furie. De naam Furie is blijven hangen, de sleper vaart nog steeds onder die naam in Maassluis en als pakjesboot bij de intocht van Sinterklaas.
- In het lied "Mijn Gebed" van D.C. Lewis is het Garrels-orgel van de Groote Kerk te horen, bespeeld door Feike Asma. De trompetsolo is van Jan Marinus (1923-1990), de plaatopname en bediening van de registers zijn verzorgd door Harry van Hoof en D.C. Lewis.
- In het lied "Lot" van Jan Beuving speelt een couplet zich af in Maassluis.
- De landelijke intocht van Sinterklaas werd in 2016 in Maassluis gehouden.
- Het liedje 'Veilig over straat' van Bassie & Adriaan is opgenomen in Maassluis.

## Aangrenzende gemeenten
| Aangrenzende gemeenten | Aangrenzende gemeenten | Aangrenzende gemeenten | Aangrenzende gemeenten | Aangrenzende gemeenten |
| ---------------------- | ---------------------- | ---------------------- | ---------------------- | ---------------------- |
| Westland               |                        | Midden-Delfland        |                        | Midden-Delfland        |
|                        |                        |                        |                        |                        |
| Rotterdam              | Vlaardingen            |                        |                        |                        |
|                        |                        |                        |                        |                        |
| Rotterdam              |                        | Rotterdam              |                        | Rotterdam              |

## Fotogalerij

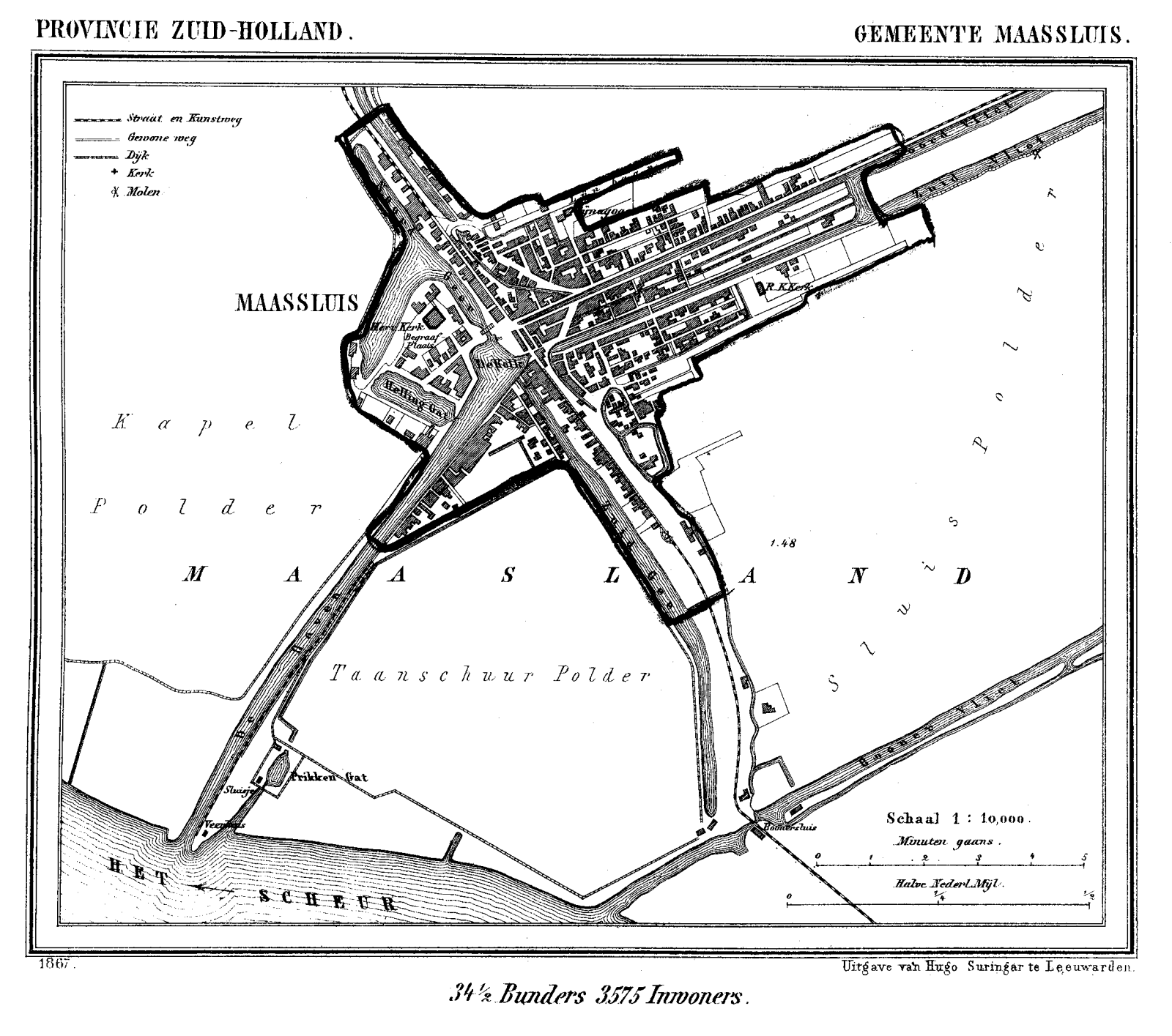
Maassluis in 1867.
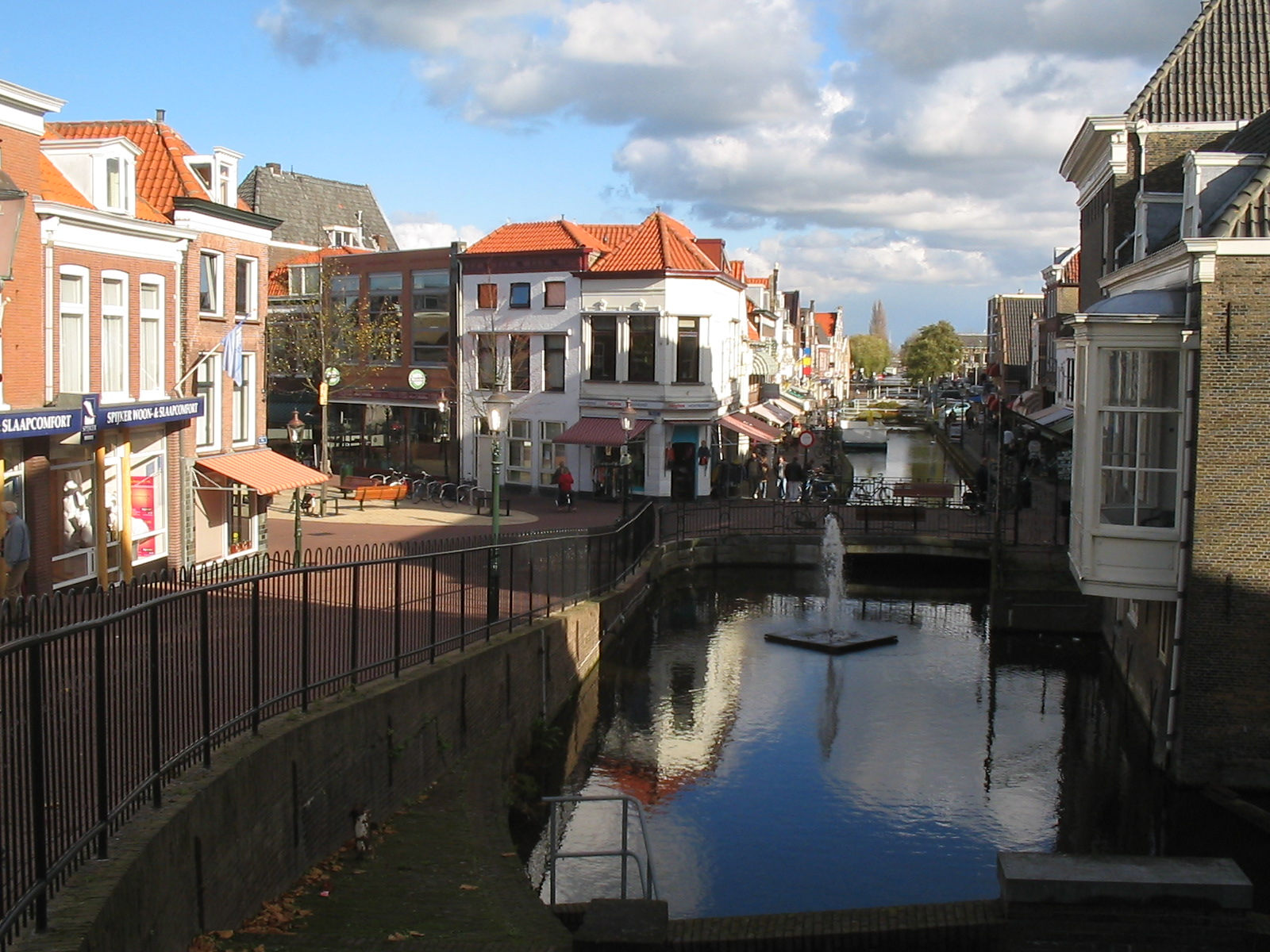
De Wip
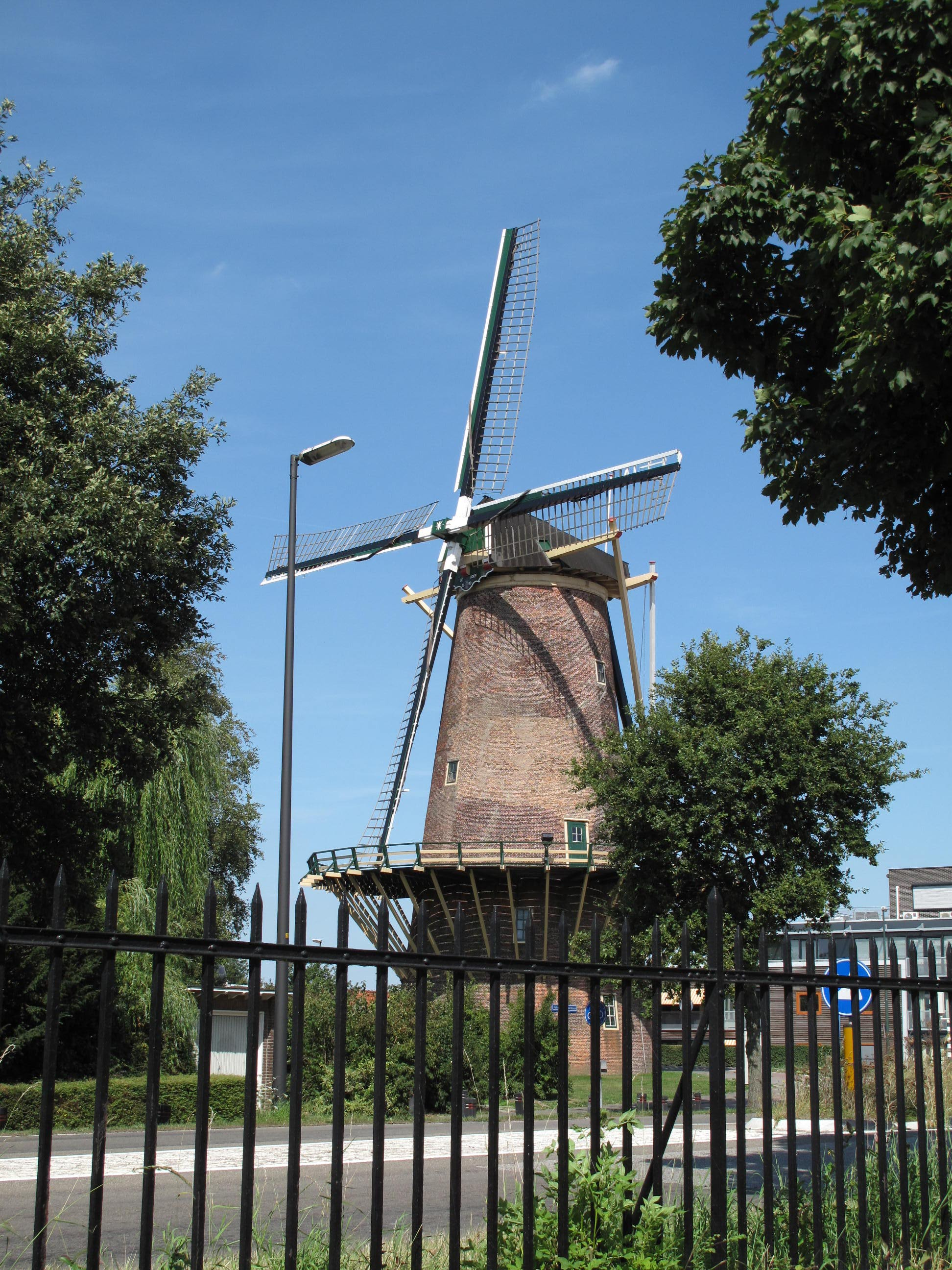
Molen de Hoop
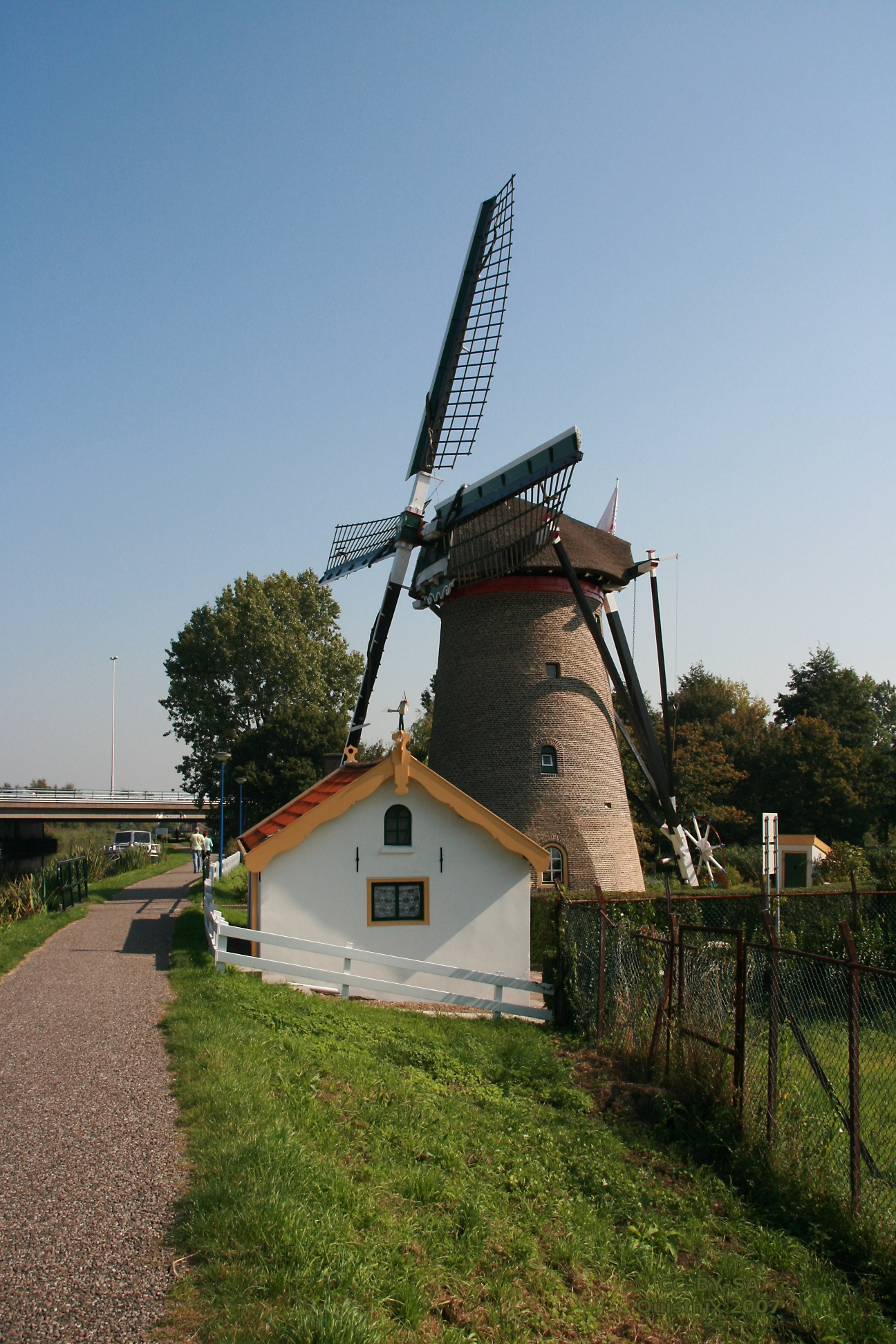
De Wippermolen
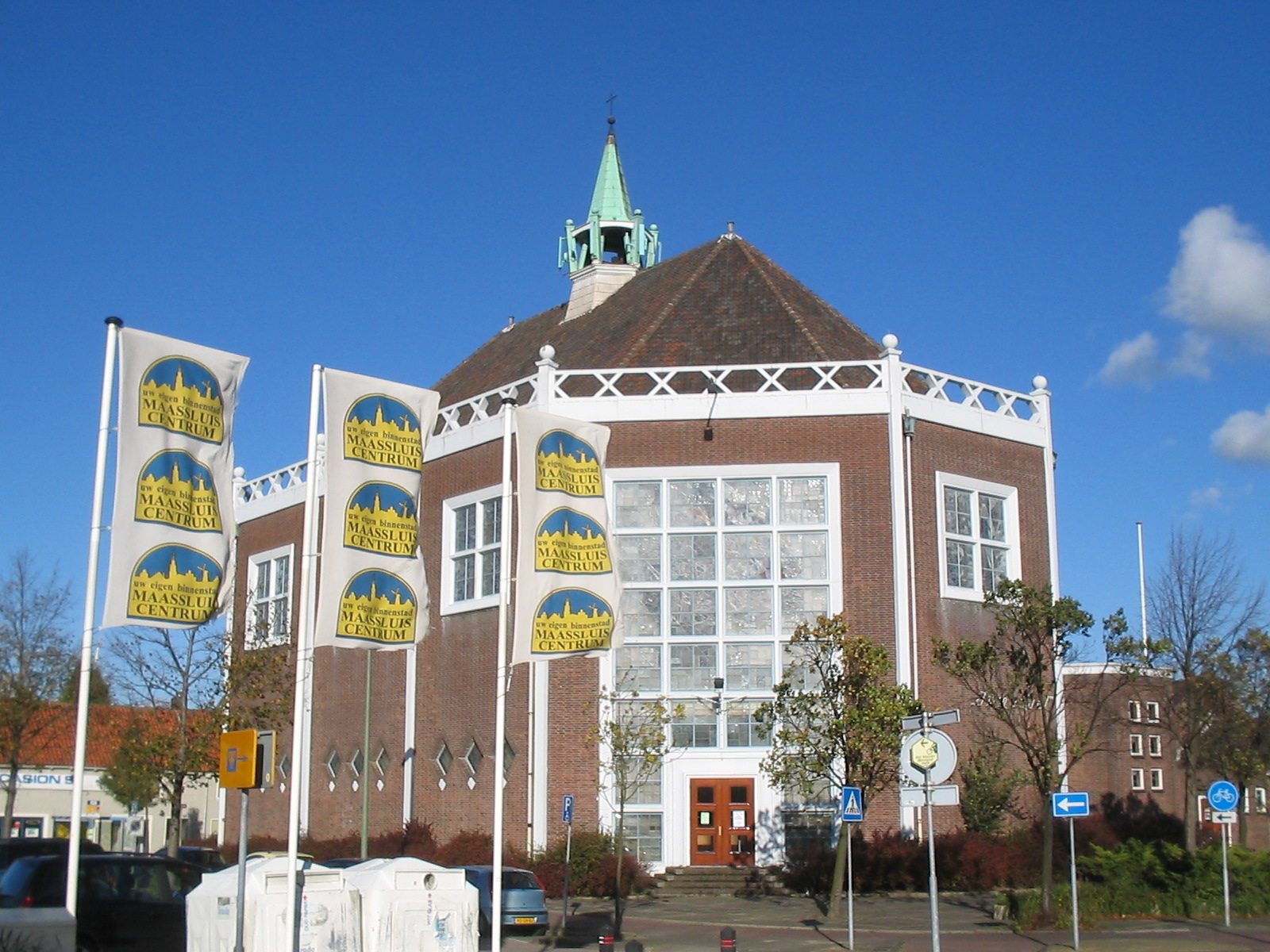
De Immanuëlkerk
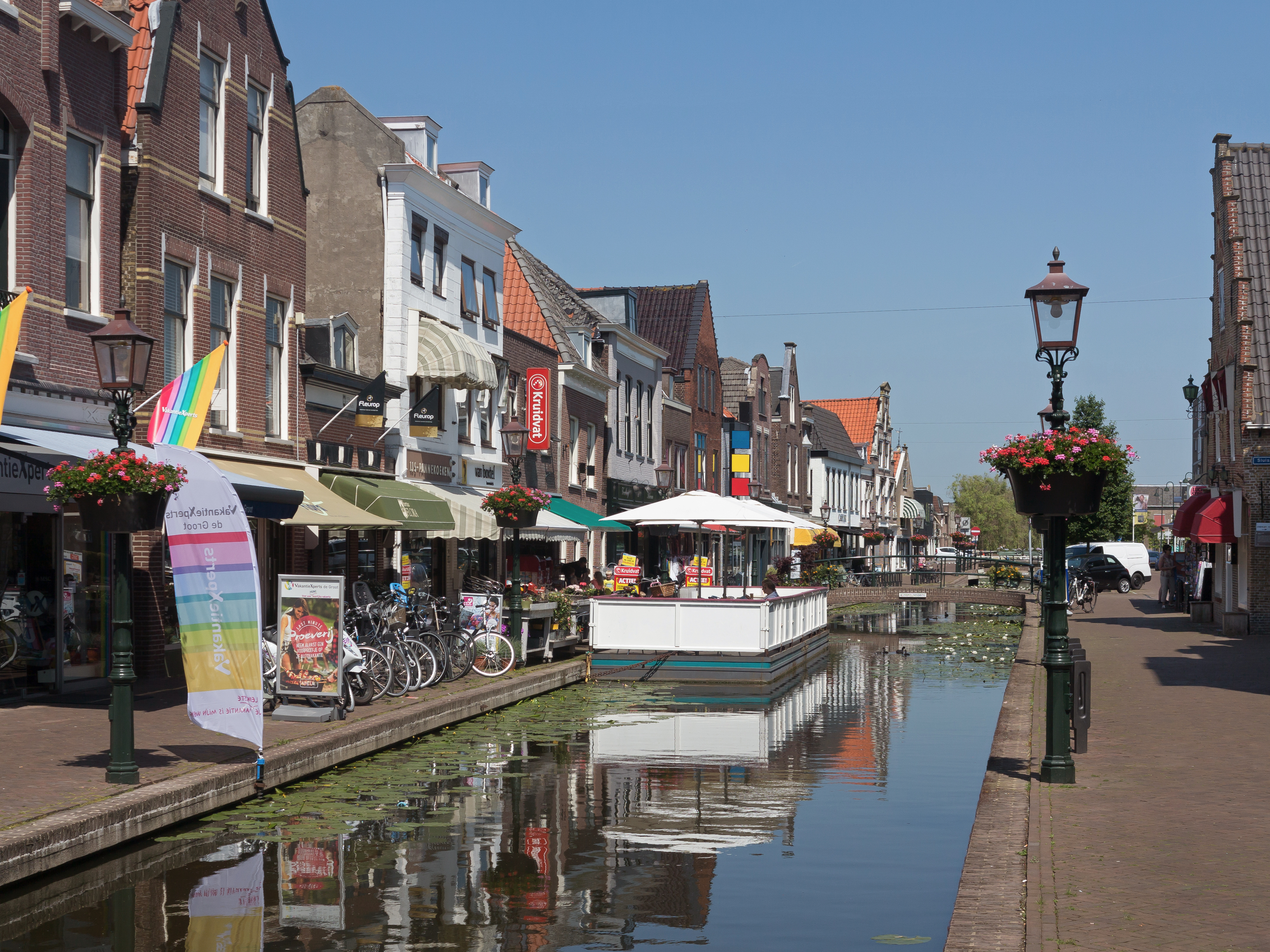
De Doctor Kuyperkade
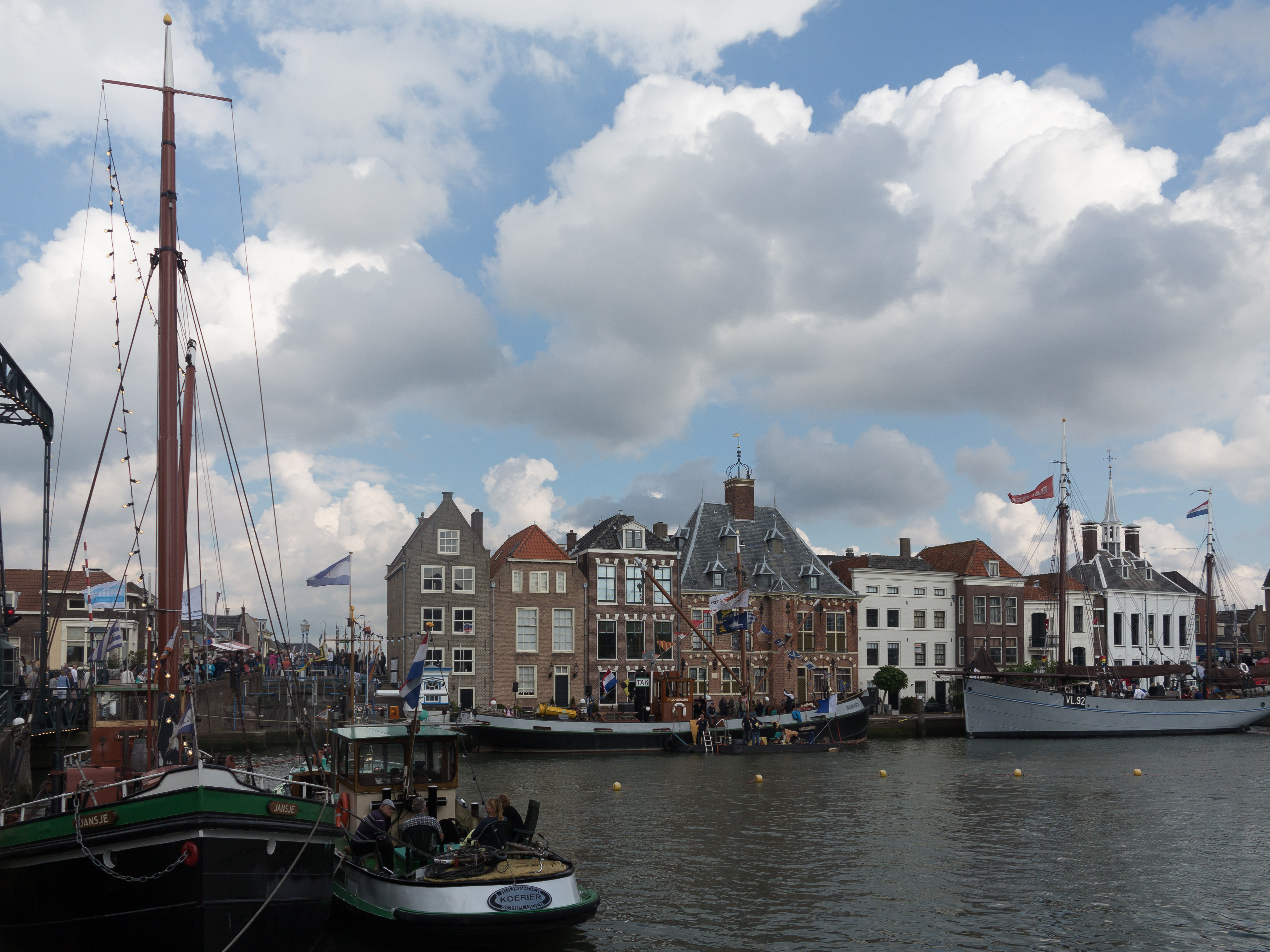
Maassluis tijdens de Furieade
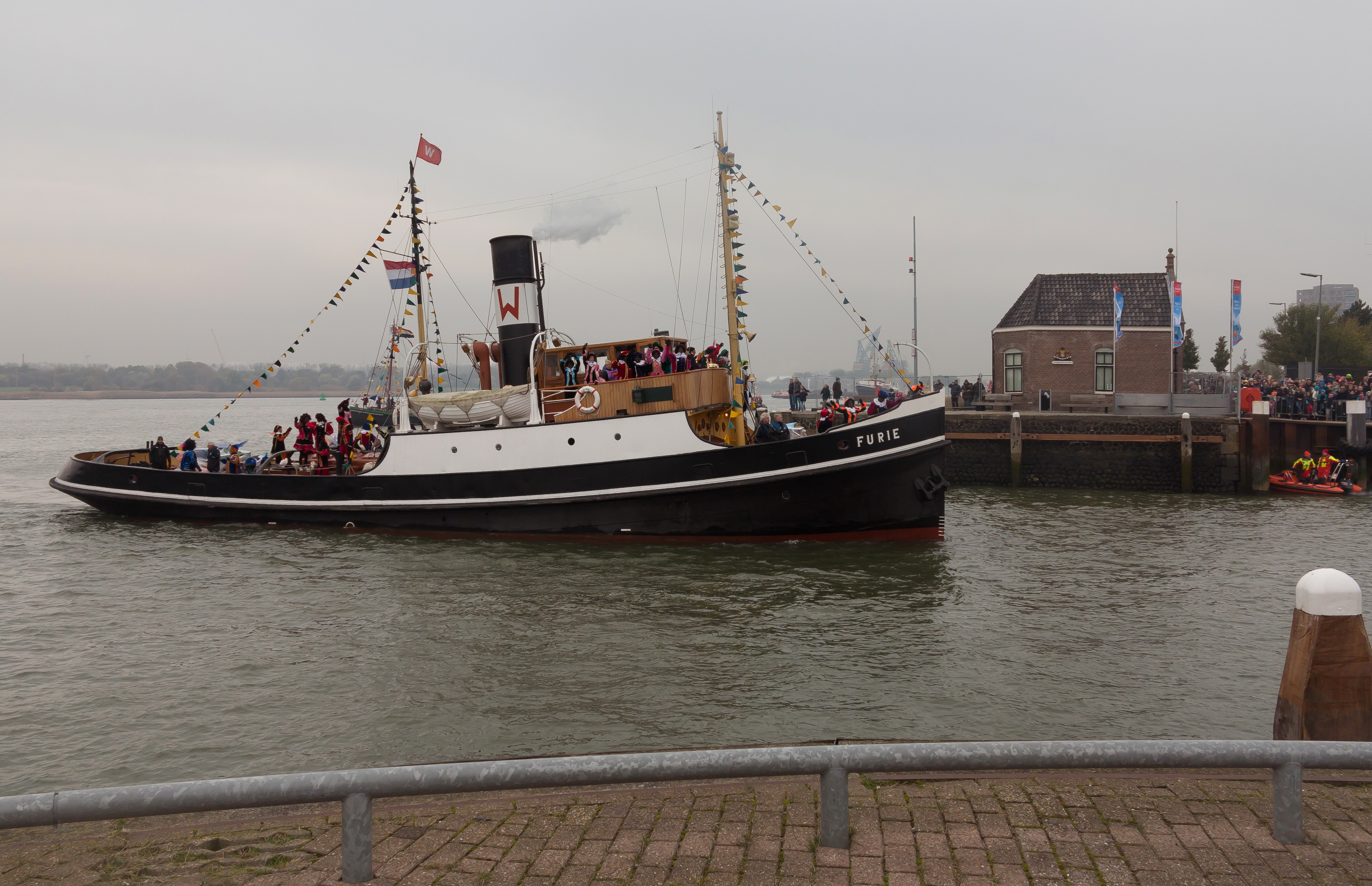
Nationale Intocht Sinterklaas in Maassluis
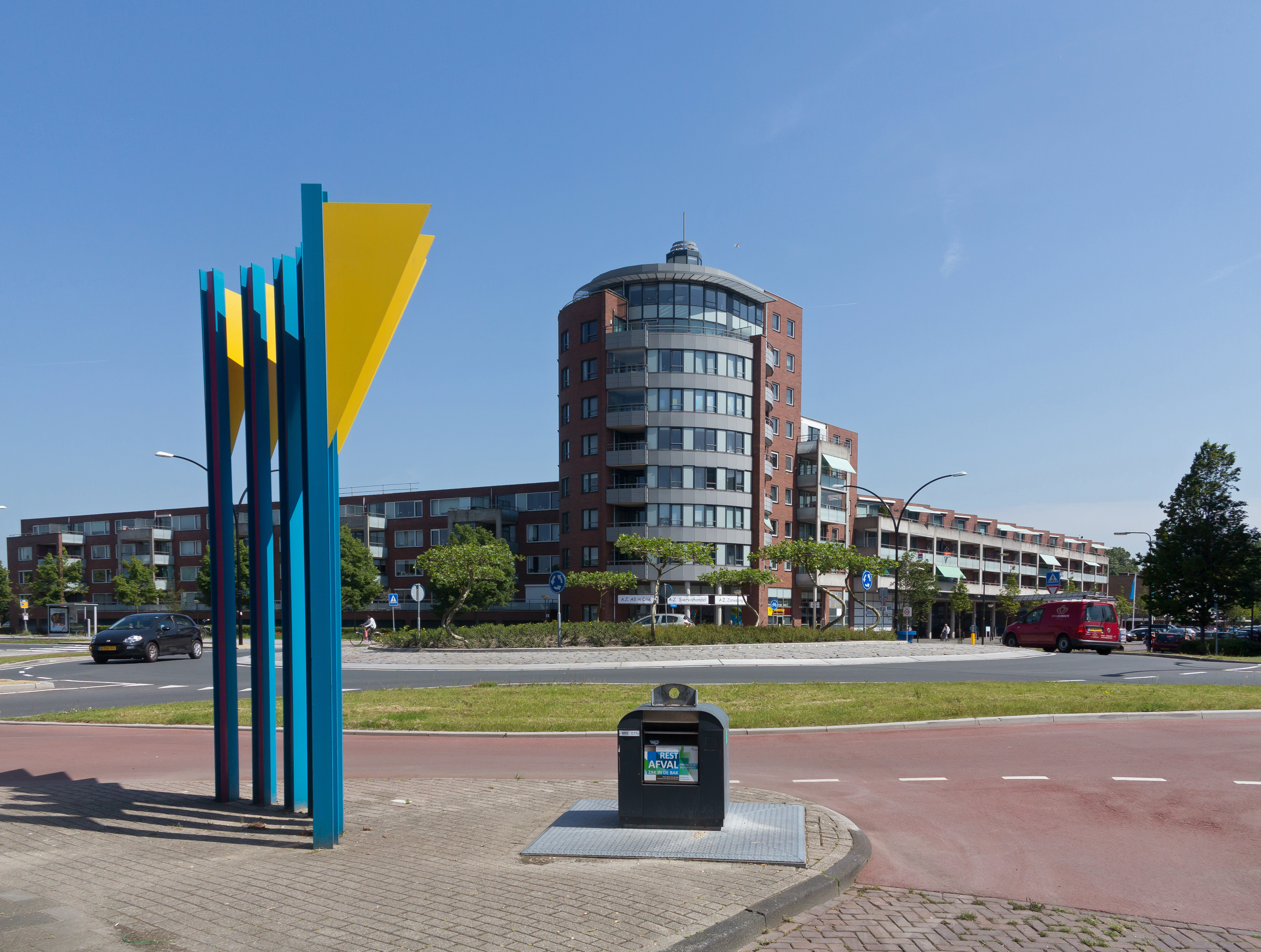
Kunstwerk zonder titel
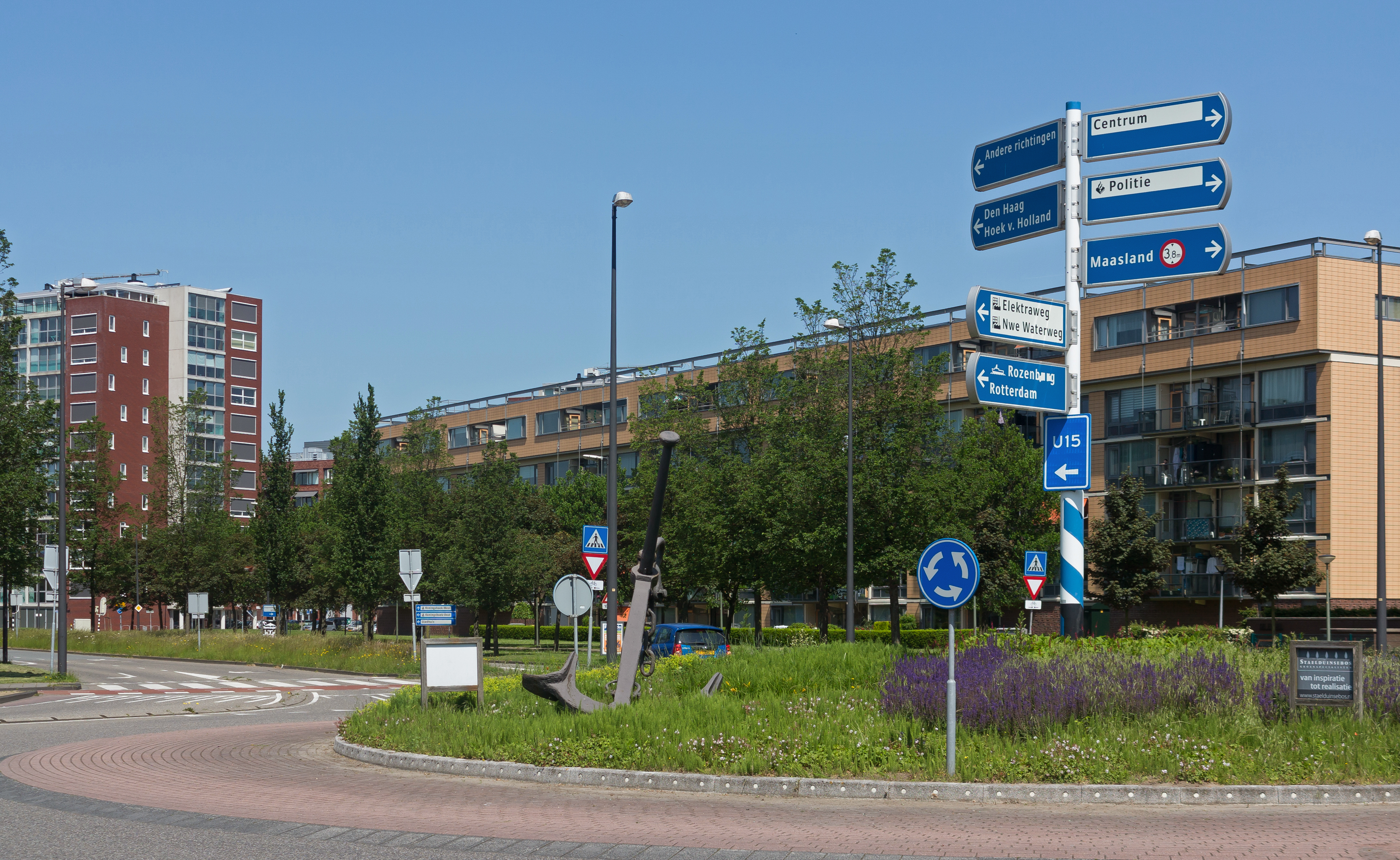
Rotonde bij het politiebureau
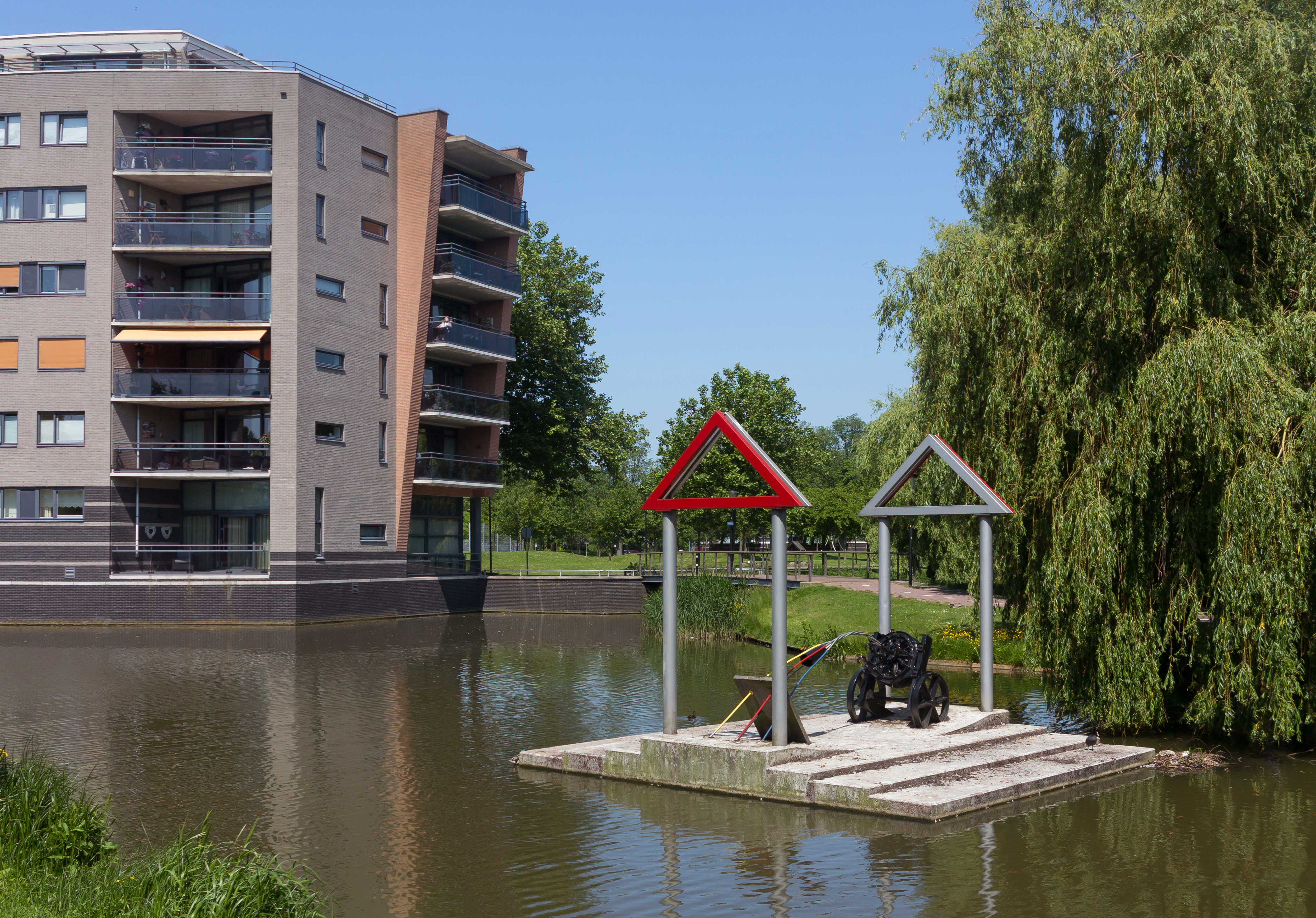
Drijvend kunstwerk
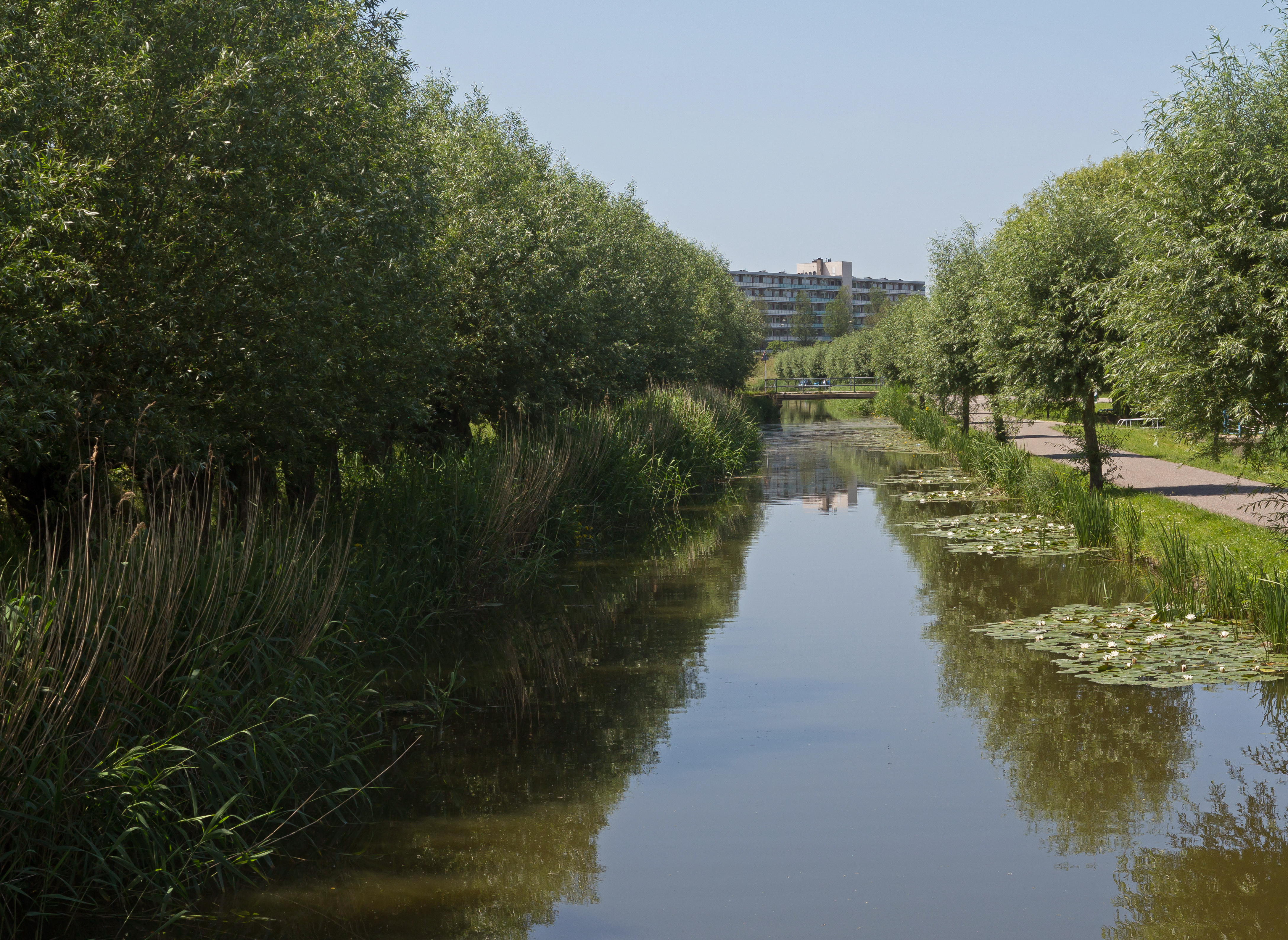
De Weverskade bij het Sparrenflat
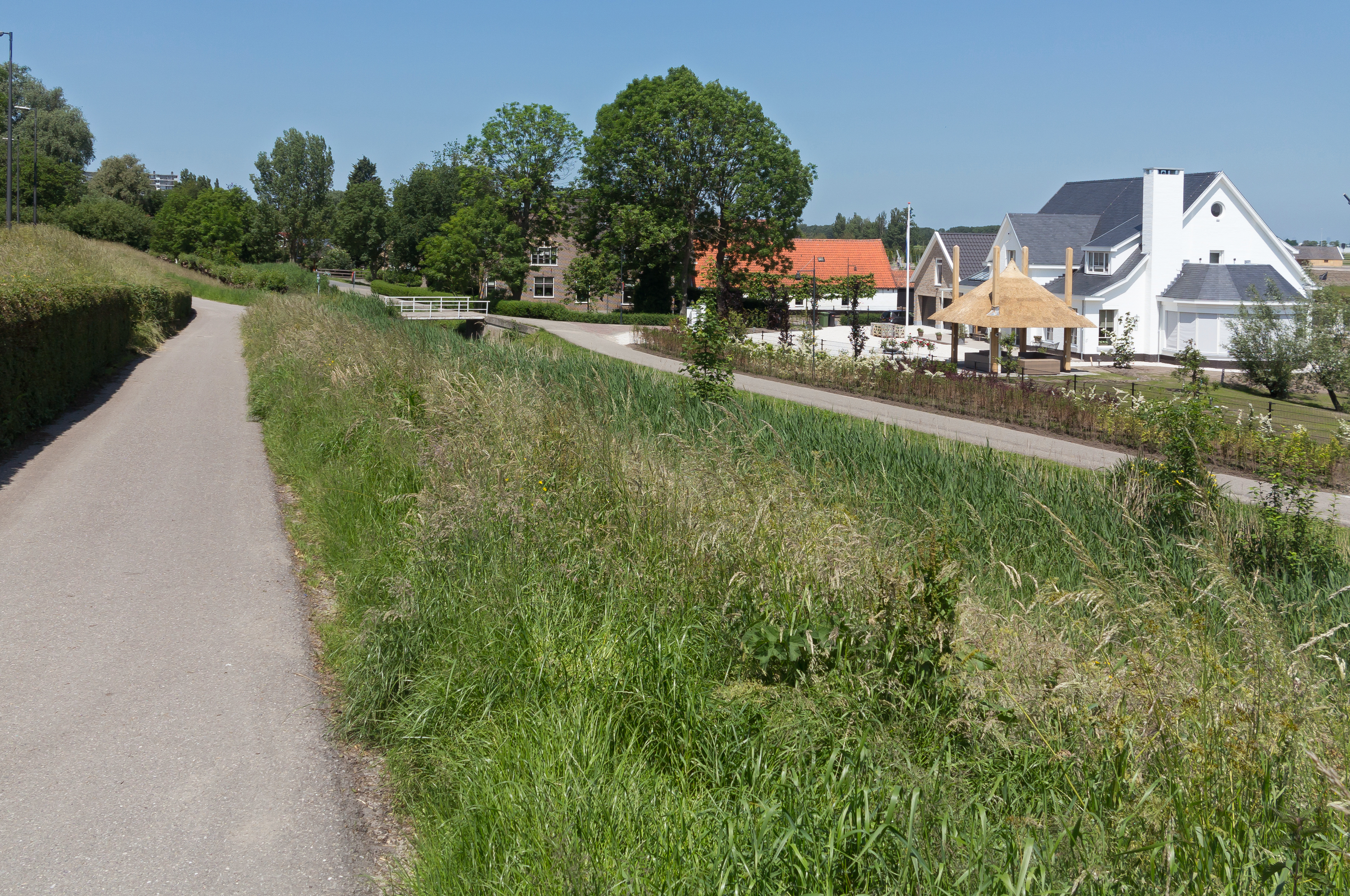
De Weverskade achter het Zwaluwflat
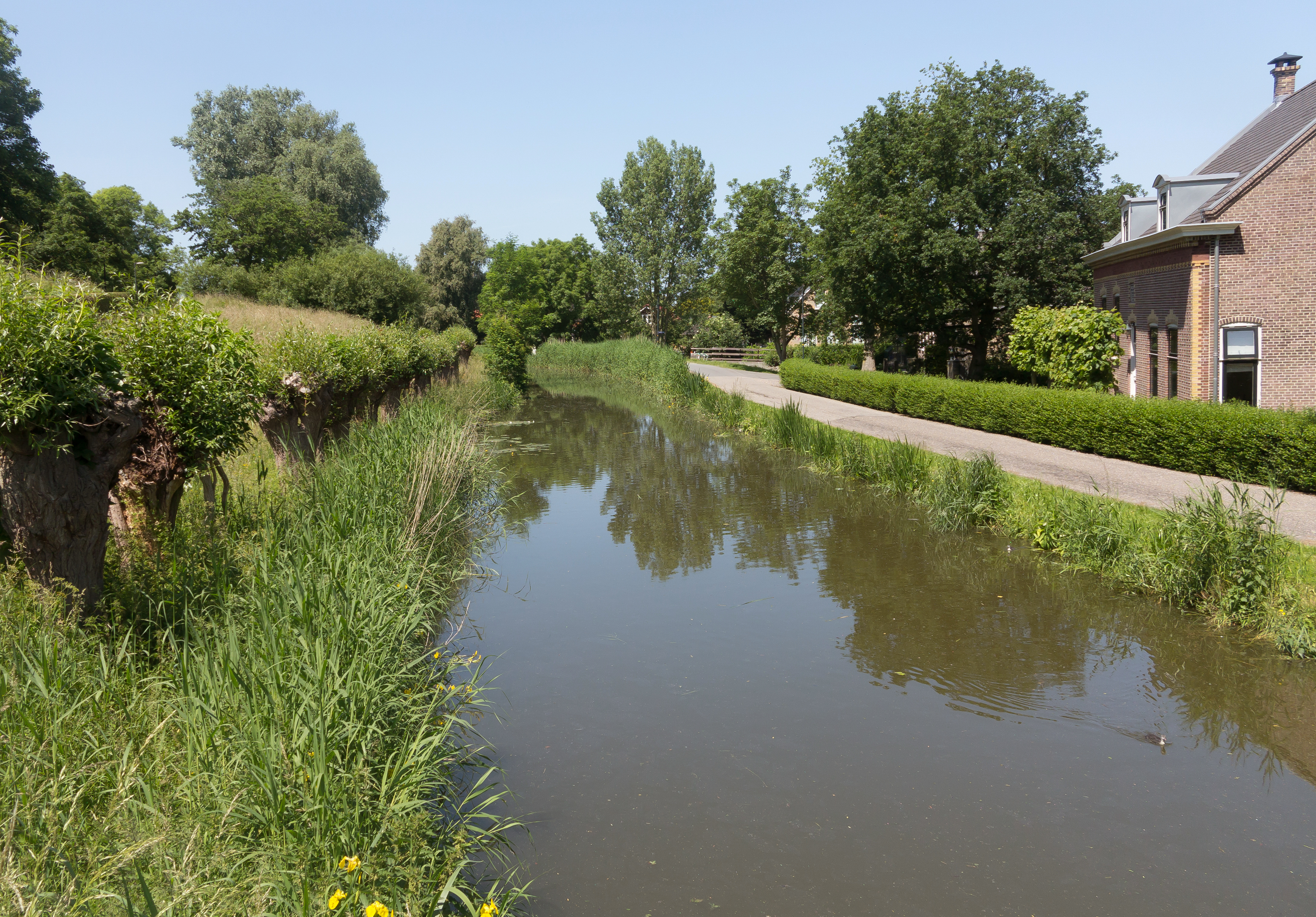
De Weverskade achter het Buizerdflat
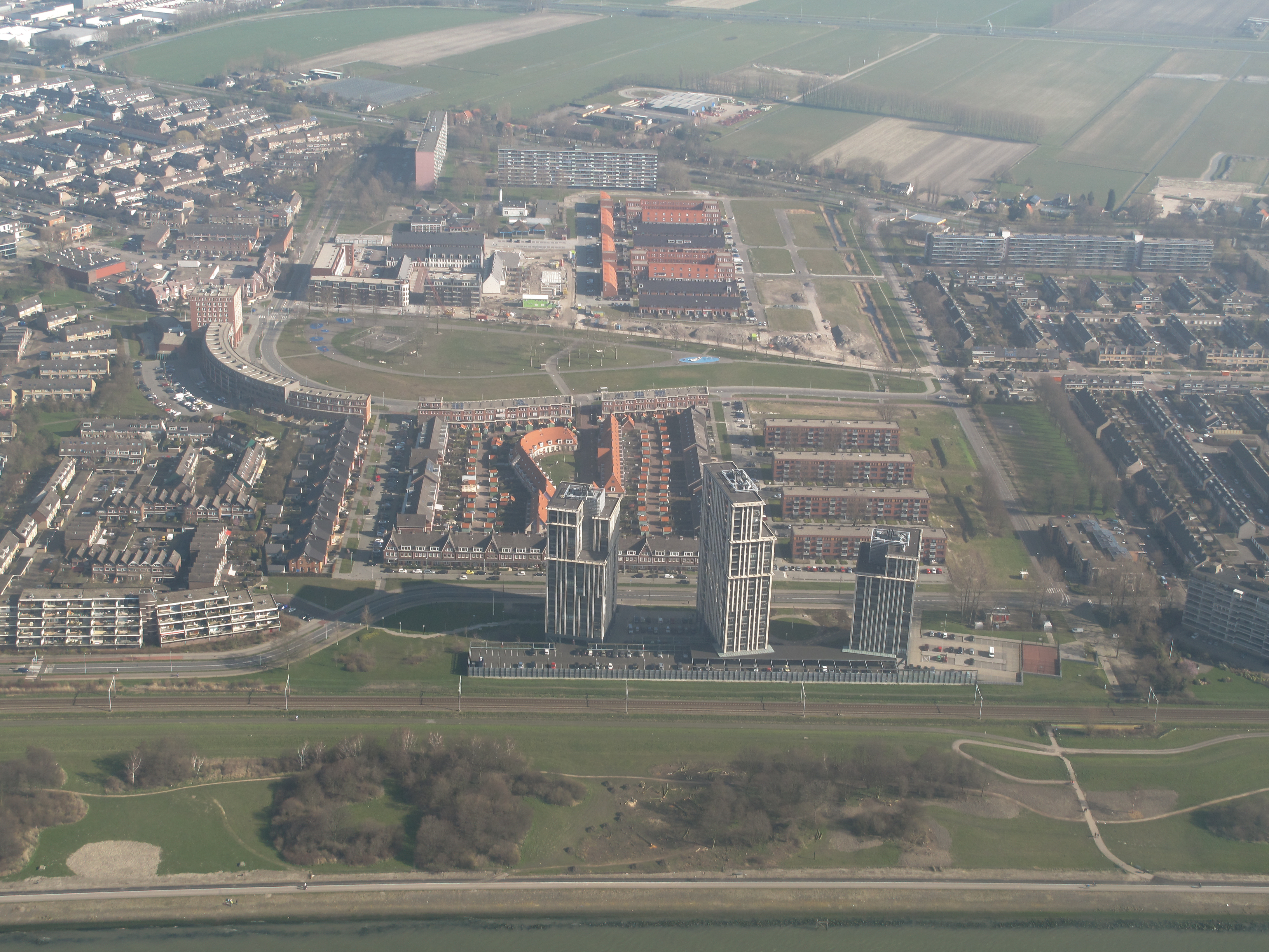
Maassluis-west
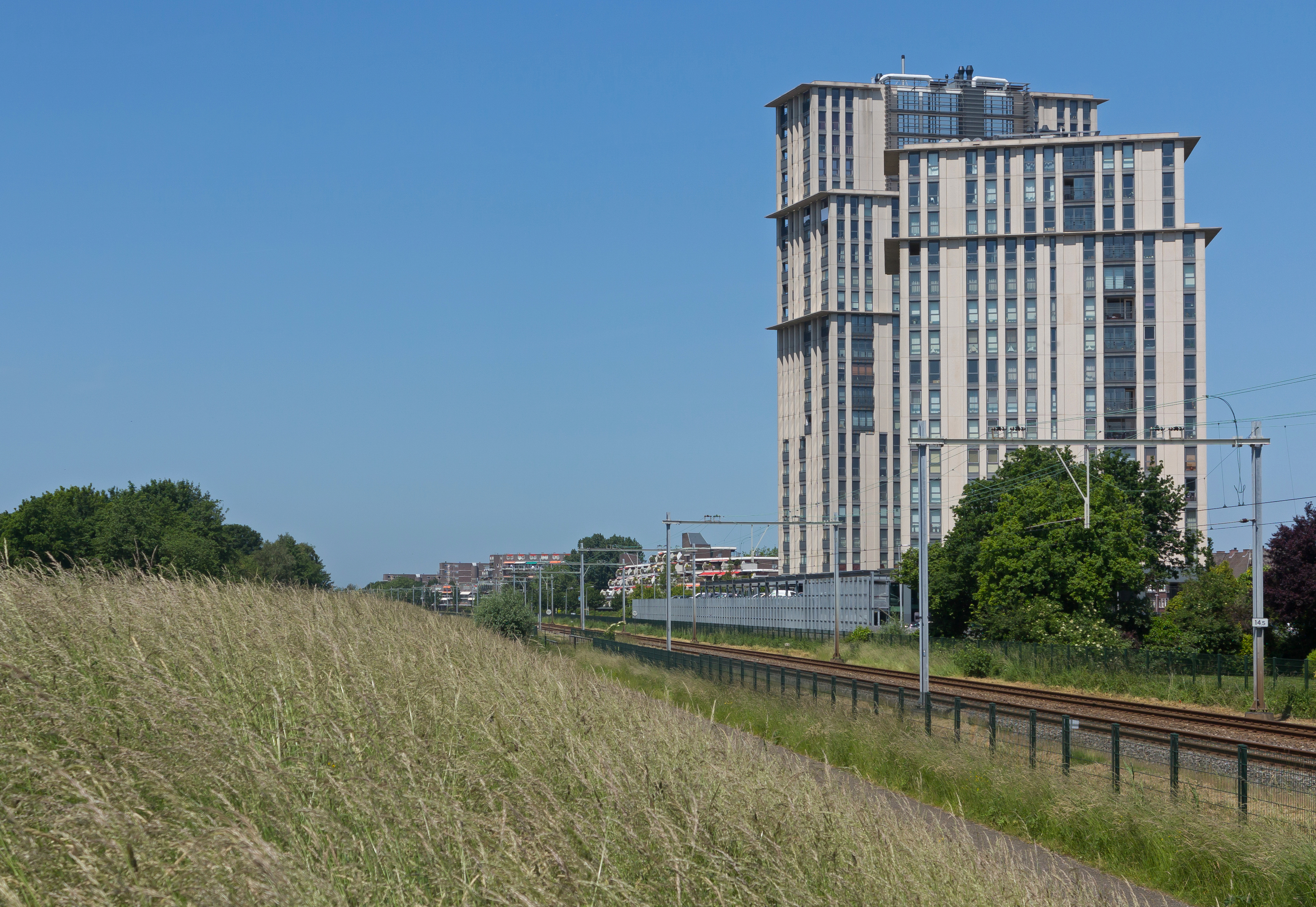
Hoogbouw in Maassluis

Ammerstol (1322, onbenut) · Brielle (1306) · Delfshaven (1825) · Delft (1246) · Dordrecht (1220) · Geervliet (1381) · Goedereede (1312) · Gorinchem (1382) · Gouda (1272) · 's-Gravenhage (1806) · 's-Gravenzande (1246) · Haastrecht (1296) · Heenvliet (1469) · Leiden (1266) · Maassluis (1811) · Nieuwpoort (1283) · Rotterdam (1340) · Schiedam (1275) · Schoonhoven (1280) · Vlaardingen (1273)

Albrandswaard · Barendrecht · Capelle aan den IJssel · Delft · Den Haag · Krimpen aan den IJssel · Lansingerland · Leidschendam-Voorburg · Maassluis · Midden-Delfland · Nissewaard · Pijnacker-Nootdorp · Ridderkerk · Rijswijk · Rotterdam · Schiedam · Vlaardingen · Voorne aan Zee · Wassenaar · Westland · Zoetermeer
Alblasserdam · Albrandswaard · Alphen aan den Rijn · Barendrecht · Bodegraven-Reeuwijk · Capelle aan den IJssel · Delft · Den Haag · Dordrecht · Goeree-Overflakkee · Gorinchem · Gouda · Hardinxveld-Giessendam · Hendrik-Ido-Ambacht · Hillegom · Hoeksche Waard · Kaag en Braassem · Katwijk · Krimpen aan den IJssel · Krimpenerwaard · Lansingerland · Leiden · Leiderdorp · Leidschendam-Voorburg · Lisse · Maassluis · Midden-Delfland · Molenlanden · Nieuwkoop · Nissewaard · Noordwijk · Oegstgeest · Papendrecht · Pijnacker-Nootdorp · Ridderkerk · Rijswijk · Rotterdam · Schiedam · Sliedrecht · Teylingen · Vlaardingen · Voorne aan Zee · Voorschoten · Waddinxveen · Wassenaar · Westland · Zoetermeer · Zoeterwoude · Zuidplas · Zwijndrecht

Steden en dorpen · Voormalige gemeenten · Nederland: Provincies · Gemeenten
- Biblioteca Nacional de España: XX5494129
- Gemeinsame Normdatei: 4235571-0
- Library of Congress Control Number: n85307842
- MusicBrainz: 146d0ba6-2261-48cd-b246-0c746e9cb019
- Nationale Bibliotheek van Israël: 987007557601705171
- Virtual International Authority File: 138450093
- WorldCat: E39PBJwtgHYbGCDWVcqPgPPvpP